# TAIF
El Grupo de empresas TAIF (en ruso: Группа компаний «ТАИФ») es uno de los principales holding de Rusia que controla el 96% de las industrias químicas, petroquímicas, de gas y petróleo de la República de Tartaristán. La empresa fue fundada en 1995 y su sede se encuentra en Kazán. El nombre significa "Inversiones y Finanzas Tártaro-americanas".
La compañía cuenta con 67 filiales que también abarcan servicios financieros, de la industria de la construcción y medios de comunicación. El logotipo oficial de TAIF es un leopardo alado con la pata izquierda levantada y está basado en el leopardo de las nieves, un animal sagrado para los protobúlgaros del Volga.

## Historia
La historia de TAIF se inicia con la fundación de la asociación de comercio exterior y ciencia "Kazan" (VTNPO "Kazan") en un período complicado con la formación de un nuevo Gobierno ruso tras el colapso de la Unión Soviética. El pequeño equipo profesional sirvió de base para el establecimiento de la posterior sociedad anónima TAIF en agosto de 1995. En aquel momento sólo había cuatro empleados en VTNPO "Kazan".
La principal línea de negocio de TAIF, como estaba previsto, se convirtió en la implementación de programas de inversión de importancia prioritaria para la economía de Tatarstán y Rusia. La empresa no sólo se creció y se desarrolló junto con el mercado sino que también proporcionó un impacto en su desarrollo y formación.
En febrero de 1996, PSC "TAIF" fue registrada en la Cámara de Registro Estatal, dependiente del Ministerio de Economía de Rusia y en junio de ese mismo año se fundó la primera filial, Meta-TAIF. Antes de final del siglo se fundaron la mayor parte de las ramas actuales del grupo TAIF, entre ellas TAIF- Invest, LLC "Karsar" y CJSC "TAIF-NK" en 1997; CJSC TAIF-Service y TAIF-TELCOM en 1998; y LLC "TAIF-Magistral", CJSC "TAIF-Art" y el sistema de radiotelevisión TVT en 1999. En marzo de ese año, las telecomunicaciones del grupo TAIF lograron realizar la primera llamada por teléfono móvil a través del sistema Santel.
El banco comercial Avers fue comprado por el grupo TAIF en marzo de 2000 y en abril de ese año pasó a formar parte del "Avers" Insurance Company. A finales de año, TAIF estrenó el proveedor de servicios de Internet IntelSet.

## Propietarios
El 11,4% de la empresa es propiedad del hijo del expresidente de Tartaristán Mintimer Shaimíev; el 4,5% es del director general Adjunto de TAIF, Guzel Safina. Los demás accionistas no han sido revelados. El gerente general es Albert Kashafovich Shigabutdinov.

## Actividades
El grupo controla las siguientes empresas a gran escala, proporcionando en conjunto más del 90% de la emisión de las industrias químicas, petroquímicas y de gas y petróleo de Tartaristán:
| Petróleo, química y gas | Inversiones y finanzas | Medios de comunivcación | Servicios    | Construcción                                                                                              |
| ----------------------- | ---------------------- | ----------------------- | ------------ | --- |
| TAIF-NK                 | TAIF-Invest            | Tatarstan — Novyii vek  | LLC "Karsar" | TAIF-ST                                                                                                   |
| Nizhnekamskneftekhim    | Telekom-Menedzhment    |                         | Dom Kekina   | SPO KAZAN                                                                                                 |
| Kazanorgsintez          | TAIF-Finans            |                         |              | Kamgesteploenergostroĭ                                                                                    |
| Plantas Químicas Karpov |                        |                         |              | NMU-3 |
| TGC-16                  |                        |                         |              | Planta de silicato y materiales de la pared de Kazán («Kazanskiĭ zavod silikatnykh stenovykh materialov») |
|                         |                        |                         |              | Planta de estructuras de hormigón armado (ZAO «Zavod zhelezobetonnykh konstruktsiĭ»)                      |

Además, TAIF controla el banco Avers, la empresa Tatnefteproduct, una serie de empresas de construcción, medios de comunicación, entre los que se incluyen dos radios y nueve cadenas de televisión, y ocho empresas de comercio financiero. Además, posee el 3% de la compañía petrolera Tatneft. El holding es el principal patrocinador del FC Rubin Kazan, el club de fútbol más importante de Tartaristán.
En TAIF trabajan más de 40 mil personas. Los ingresos de la compañía en 2007, según datos del NIIF, ascendieron a 192,1 millones de rublos(que incluye las actividades de las industrias química, petroquímica y procesamiento de gas, que aportaron 170 mil millones de rublos), el EBITDA fue de 35 mil millones de rublos y el beneficio neto supuso 21,3 mil millones de rublos.
Los ingresos consolidados para el año 2009, de acuerdo con sus propios datos, ascendió a 257 mil millones de rublos, con un beneficio de 19 mil millones de rublos.